# Kemijski inštitut
Kemijski inštitut (kratica KI) je slovenski javni raziskovalni zavod, ki deluje na področju kemije in sorodnih disciplin, s sedežem na Hajdrihovi ulici 19 v Ljubljani. Ima 460 zaposlenih, od tega je več kot 190 sodelavk in sodelavcev doktoric oz. doktorjev znanosti. Kemijski inštitut je za Institutom "Jožef Stefan" druga največja raziskovalna organizacija na področju naravoslovja v Sloveniji.
Ustanovljen je bil leta 1946 pod vodstvom Maksa Samca kot del Slovenske akademije znanosti in umetnosti in je bil kasneje preoblikovan v samostojno inštitucijo Kemijski inštitut Boris Kidrič. Ta je bila leta 1992 preoblikovana v sedanji zavod.
Raziskovalke in raziskovalci inštituta izvajajo temeljne in aplikativne raziskave v kemiji in sorodnih področjih, pri čemer posvečajo veliko pozornost uporabni znanosti in sodelovanju z gospodarstvom. Tako je Kemijski inštitut na nacionalni ravni ena vodilnih organizacij po številu prijavljenih patentov na leto.
Z inštitutom upravljata upravni odbor in direktor, znanstveno usmeritev pa določa desetčlanski znanstveni svet. Raziskovalna dejavnost je organizirana v osmih odsekih in treh infrastrukturnih centrih. Trenutni direktor je biokemik Gregor Anderluh.